# Bentley Azure (2006)

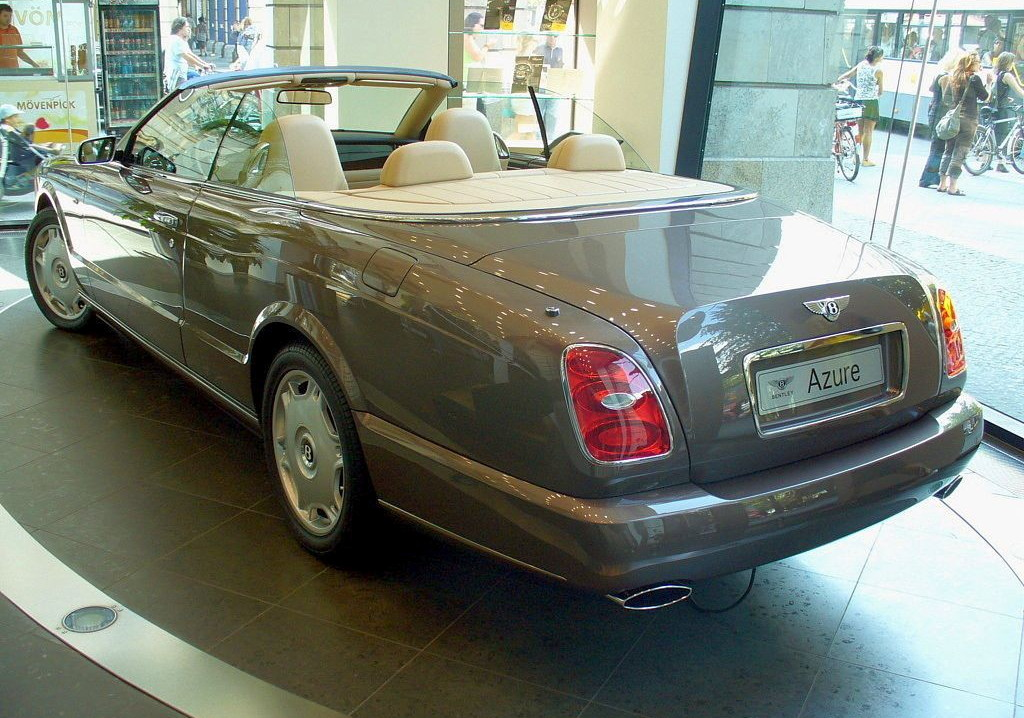
Heckansicht des Azure mit seinen zwei ovalen Endrohren

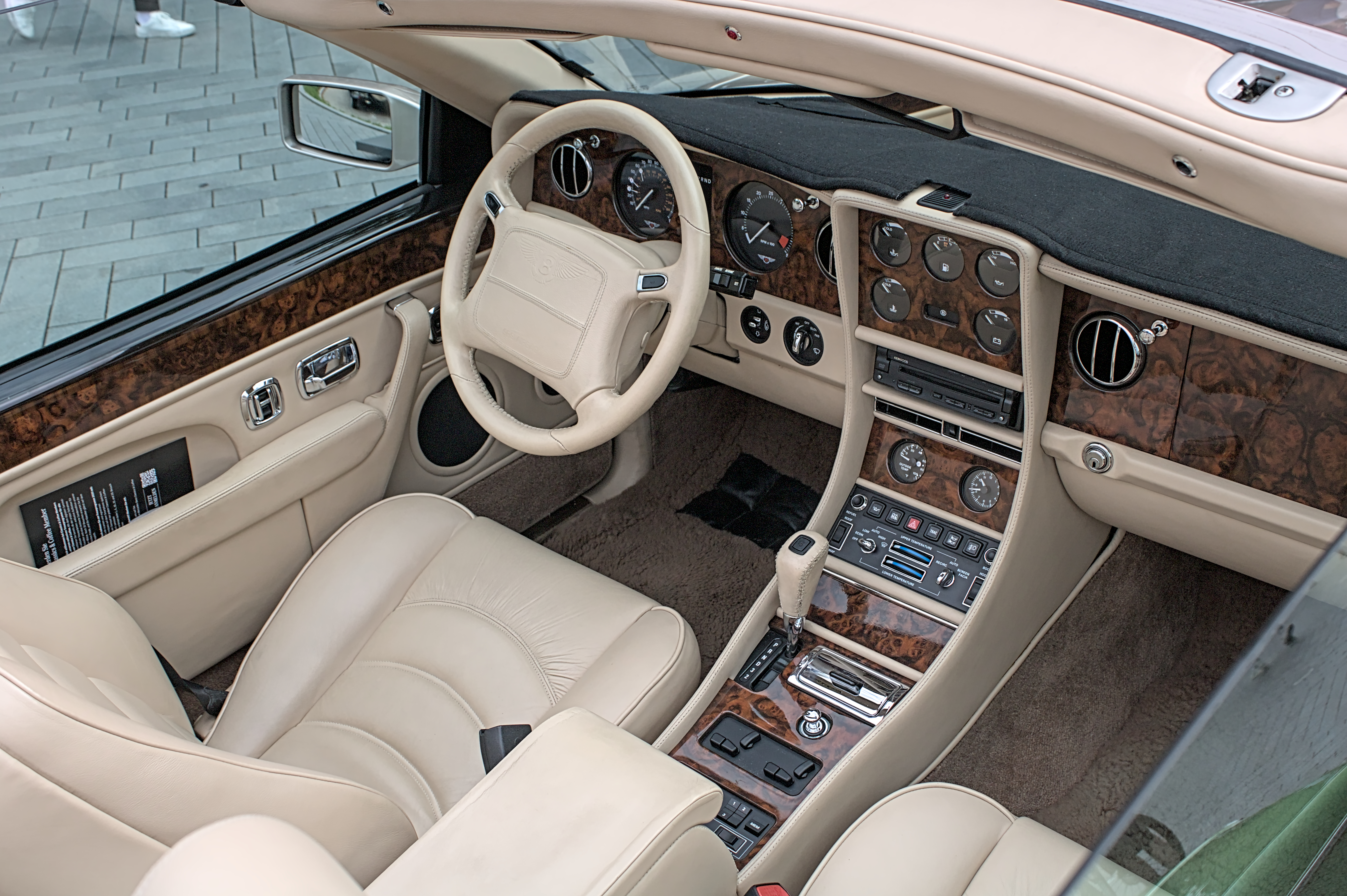
Innenansicht

Der Bentley Azure ist ein zweitüriges, viersitziges Cabriolet des Fahrzeugherstellers Bentley.

## Modellhistorie
Das Fahrzeug wurde in der Serienversion formal erstmals auf der IAA 2005 präsentiert. Ein halbes Jahr vorher wurde unter dem Namen Bentley Arnage Drophead Coupé ein seriennahes Konzeptfahrzeug auf der LA Auto Show gezeigt.

## Technik und Preis
Der Azure basiert auf der modifizierten Plattform des Bentley Arnage und verwendet den Motor des Arnage R. In der Plattform sowie im Aufbau wurden zahlreiche Verstärkungsmaßnahmen integriert, um die Cabriolet-typischen Karosseriesteifigkeitsverluste gegenüber der geschlossenen Variante auszugleichen. Auf dieser modifizierten Plattform basiert ebenfalls das entsprechende Coupé Brooklands. Der Azure verfügt serienmäßig über ein vollelektrisches Stoffverdeck. Das Fahrzeug war mit einem Grundpreis von 334.021 € nach dem Rolls-Royce Phantom Drophead Coupé (440.300 €) das teuerste Seriencabriolet der Welt.

## Azure T
Im Jahre 2008 wurde die Azure-Baureihe um eine leistungs- und drehmomentgesteigerte, Azure T genannte Variante ergänzt. Die formale Präsentation wurde auf der LA Auto Show 2008 durchgeführt. Im Azure T wurden der Motor der Limousine Arnage T sowie seitliche Lufteinlässe und eine Frontschürze im Arnage T-Stil verbaut. Die 20"-Räder stammen ebenso aus der Limousine wie die Aluminium-Pedale und das im Rautenmuster gesteppte Leder („Diamond Cut“) an den Türmittelfeldern sowie den Sitzmittelbahnen.

## Technische Daten
| Daten                                       | Azure                        | Azure                        | Azure T                      |
| ------------------------------------------- | ---------------------------- | ---------------------------- | ---------------------------- |
| Bauzeitraum                                 | 2006–2007                    | 2007–2009                    | 2008–2009                    |
| Motorart                                    | Ottomotor                    | Ottomotor                    | Ottomotor                    |
| Motorbauart und Zylinderanzahl              | V8                           | V8                           | V8                           |
| Motoraufladung                              | Biturbo                      | Biturbo                      | Biturbo                      |
| Hubraum                                     | 6761 cm³                     | 6761 cm³                     | 6761 cm³                     |
| max. Leistung                               | 336 kW (456 PS) bei 4100/min | 336 kW (456 PS) bei 4100/min | 373 kW (507 PS) bei 4200/min |
| max. Drehmoment                             | 875 Nm bei 3250/min          | 875 Nm bei 1800/min          | 1000 Nm bei 3200/min         |
| Antrieb                                     | Hinterradantrieb             | Hinterradantrieb             | Hinterradantrieb             |
| Getriebe                                    | 4-Gang-Automatikgetriebe     | 6-Gang-Automatikgetriebe     | 6-Gang-Automatikgetriebe     |
| Höchstgeschwindigkeit                       | 274 km/h                     | 274 km/h                     | 288 km/h                     |
| Beschleunigung, 0–100 km/h                  | 6,3 s                        | 5,9 s                        | 5,5 s                        |
| Kraftstoffverbrauch auf 100 km (kombiniert) | 19,5 l Super Plus            | 19,5 l Super Plus            | 19,5 l Super Plus            |
| CO2-Emission (kombiniert)                   | 465 g/km                     | 465 g/km                     | 465 g/km                     |
| Abgasnorm nach EU-Klassifikation            | Euro 5                       | Euro 5                       | Euro 5                       |